# Oberwietingberg

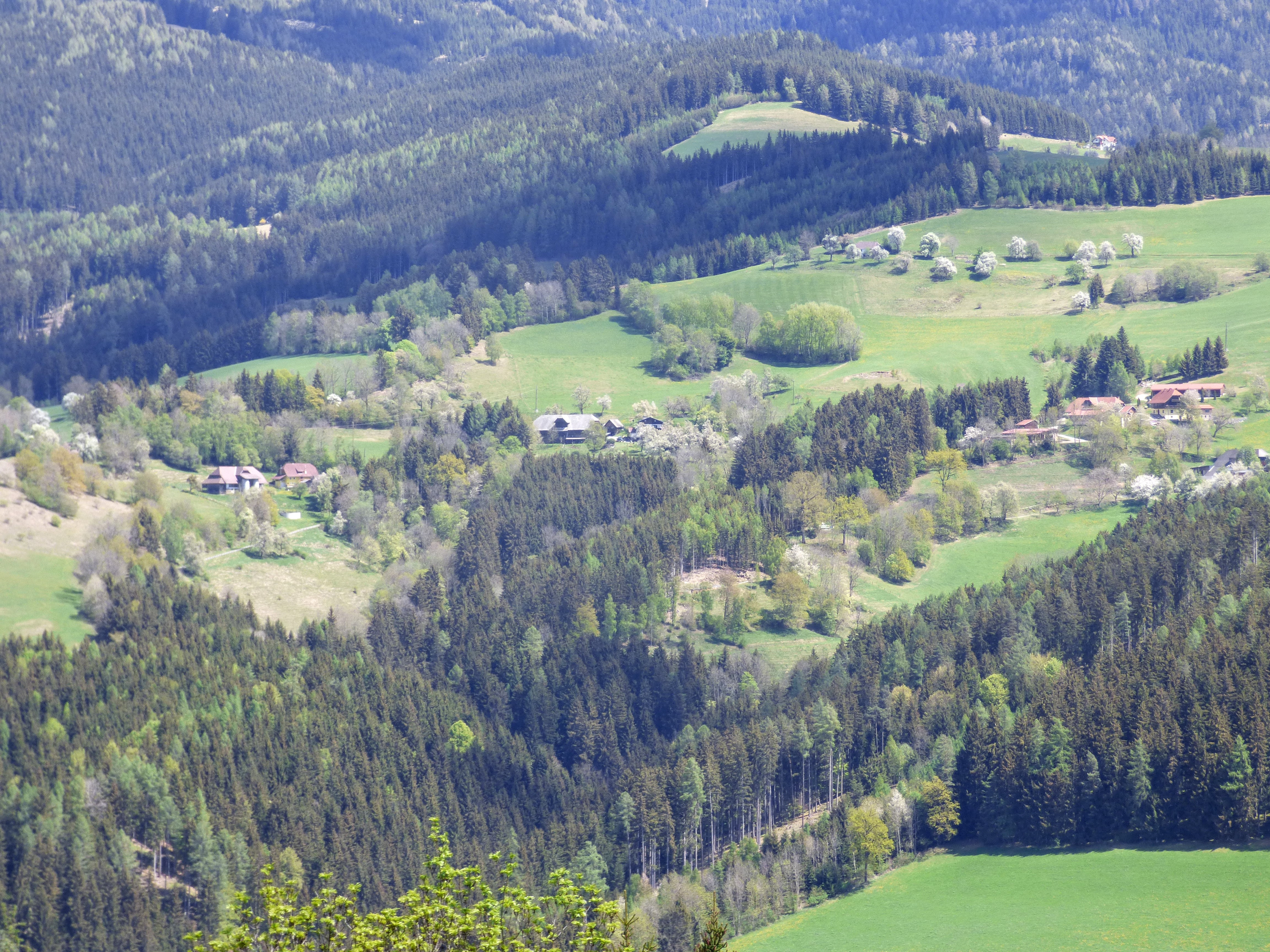
Oberwietingberg (Höfe Geyerl, Wurzer, Duller, Vaterl)

Oberwietingberg ist eine Ortschaft in der Gemeinde Klein St. Paul im Bezirk Sankt Veit an der Glan in Kärnten (Österreich). Die Ortschaft hat 62 Einwohner (Stand 1. Jänner 2024).

## Lage
Die Ortschaft liegt im Norden der Gemeinde Klein St. Paul, linksseitig im Görtschitztal, an den westlichen Hängen der Saualpe. Der nordwestliche Teil der Streusiedlung liegt auf dem Gebiet der Katastralgemeinde Kirchberg, der südöstliche Teil auf dem Gebiet der Katastralgemeinde Buch.
In der Ortschaft werden folgende Hof- und Hüttennamen geführt: Petutschnig (Nr. 1), Liebhardt (Nr. 2), Keuschenbauer (Nr. 3), Axler (Nr. 4), Pirker (Nr. 5), Haunold (Nr. 6), Iregerhube (Nr. 8), Gozeller (Nr. 10), Vaterl (Nr. 11), Duller (Nr. 13), Wurzer (Nr. 15), Kodomell (Nr. 16), Geyer (Nr. 17), Gobi (Nr. 20), Oppitscher (Nr. 21), Kogler (Nr. 22), Schlögl (Nr. 24), Hani (Nr. 25), Rauscher (Nr. 28), Pumeterhütte (Breitofneralm Nr. 1), Pirkerhütte (Breitofneralm Nr. 2), Breitofnerhütte (Breitofneralm Nr. 3), Sonnwendhütte (Breitofneralm Nr. 4), Petutschnigghütte (Breitofneralm Nr. 6).

## Geschichte
Die Gegend ist schon lange besiedelt. 1996 wurde unterhalb des Geyerhofs ein Doppelkopf aus Sandstein gefunden; es wurde diskutiert, ob es sich dabei um provinzialrömische Volkskunst oder um ein slawisches Kultbild, vielleicht aus karantanischer Zeit, handelt.
In der ersten Hälfte des 19. Jahrhunderts gehörte der Ort zum Steuerbezirk Wieting. Bei Bildung der Ortsgemeinden im Zuge der Reformen nach der Revolution 1848/49 kam Oberwietingberg an die Gemeinde Wieting. Seit der Gemeindestrukturreform 1973 gehört der Ort zur Gemeinde Klein Sankt Paul. Erst danach begann man, Müllergraben als eigene Ortschaft auszuweisen.

## Bevölkerungsentwicklung
Für die Ortschaft ermittelte man folgende Einwohnerzahlen (die Angaben bis 1961 schließen auch die heutige Ortschaft Müllergraben ein):
- 1869: 46 Häuser, 210 Einwohner[3]
- 1880: 47 Häuser, 190 Einwohner[4]
- 1890: 41 Häuser, 240 Einwohner[5]
- 1900: 39 Häuser, 219 Einwohner[6]
- 1910: 40 Häuser, 218 Einwohner[7]
- 1923: 42 Häuser, 239 Einwohner[8]
- 1934: 236 Einwohner[9]
- 1961: 27 Häuser, 164 Einwohner (davon Breitofnerhütte 1 Haus, 0 Einwohner)[10]
- 2001: 29 Gebäude (davon 16 mit Hauptwohnsitz) mit 30 Wohnungen; 64 Einwohner und 5 Nebenwohnsitzfälle; 20 Haushalte; 2 Arbeitsstätten, 20 land- und forstwirtschaftliche Betriebe[11]
- 2011: 28 Gebäude, 66 Einwohner, 15 Haushalte, 4 Arbeitsstätten[12]
- 2021: 24 Gebäude, 59 Einwohner, 19 Haushalte, 13 Arbeitsstätten[13]